# Lado Leskovar
Vladimir « Lado » Leskovar, né le 23 mars 1942 à Ljubljana (alors en Yougoslavie), est un chanteur slovène.
Il est notamment connu pour avoir représenté la Yougoslavie au Concours Eurovision de la chanson 1967 à Vienne avec la chanson Vse rože sveta.